# الخانكة (مركز)
مركز الخانكة، مركز إداري مصري. يقع في محافظة القليوبية ضمن إقليم القاهرة الكبرى في جمهورية مصر العربية. القاعدة الإدارية للمركز هي مدينة الخانكة، وتضم كذلك مدينة الخصوص.